# 中小企业厅
中小企业厅（日语：／*/?）是经济产业省的外局，负责管理与培育中小企业发展相关的事务。
该机构负责制定并执行针对357万家中小企业（包括个体经营者）占总企业数99.7％和劳动人口70％的中小企业政策。

## 概要
中小企业厅的目标是根据《中小企业厅设立法》确保“健全独立的中小企业能够促进国民经济的健康发展，防止经济力量过度集中，并为有意从事商业活动的个人提供公平的机会。同时，培育、发展和改善中小企业管理所需的各种条件”。
为实现这一任务，《设立法》列举了13项由中小企业厅负责处理的事务，主要涉及以下与中小企业相关的事宜（第4条第1款）。
- 育成和发展的基本方针的规划和制定（1号）
- 经营方法改善、技术提升以及其他经营改进措施（2号）
- 新业务的创造（3号）
- 交易合理化（4号）
- 确保经营活动机会（5号）
- 稳定经营（6号）
- 顺畅供应资金（7号）
- 有关经营的诊断、咨询和培训工作（8号）
- 交流或合作以及中小企业组织建设（9号）
- 对于与中小企业相关的行政投诉或意见申请，必要时进行处理或调解工作 （10 号）

同时中小企业厅每年都会制作收录在《中小企业白皮书》中的文件。这些文件包括了关于“中小企业动向以及政府针对中小企业所采取的措施的报告”（根据《中小企业基本法》第11条第1款）和“听取了中小企业政策审议会意见，明确提出考虑到中小企业动向而采取的措施”的文档（第2款）。由于根据《中小企业基本法》，政府有义务每年向国会提交这些文件，因此《中小企业白皮书》是所谓法定白皮书之一。

## 组织架构
中小企业厅根据国家行政组织法第3条第2款的规定，作为经济产业省的外局存在。内部组织由《中小企业厅设立法》、政令《经济产业省组织令》和省令《经济产业省组织规则》进行层级规定。没有独立的地方分支机构，经济产业省下属的地方分支机构——经济产业局内设有负责中小企业事务的部门。